# Japetella diaphana
Japetella diaphana är en bläckfiskart som beskrevs av William Evans Hoyle 1885. Japetella diaphana ingår i släktet Japetella och familjen Bolitaenidae. Inga underarter finns listade i Catalogue of Life.

## Bildgalleri

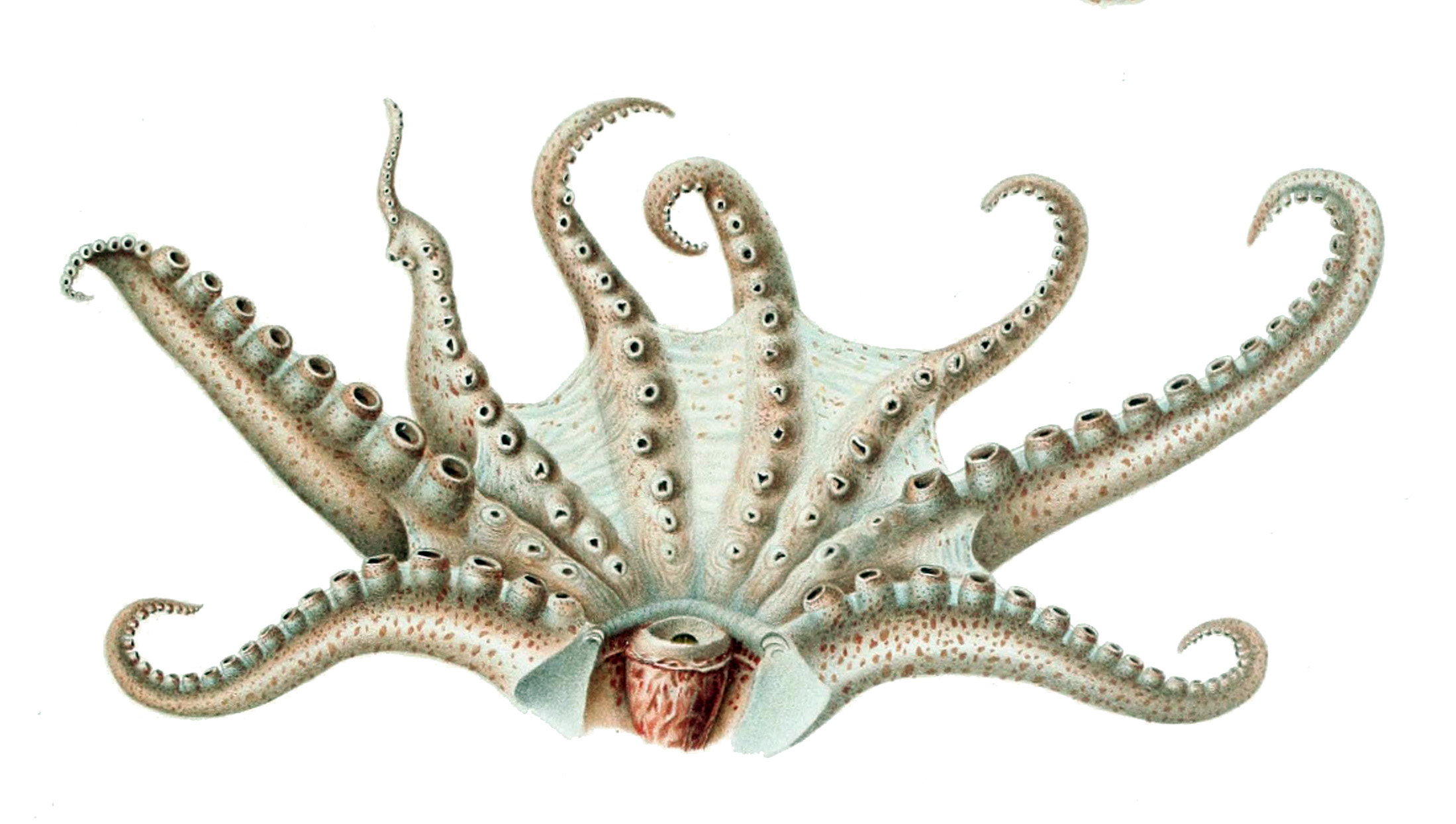
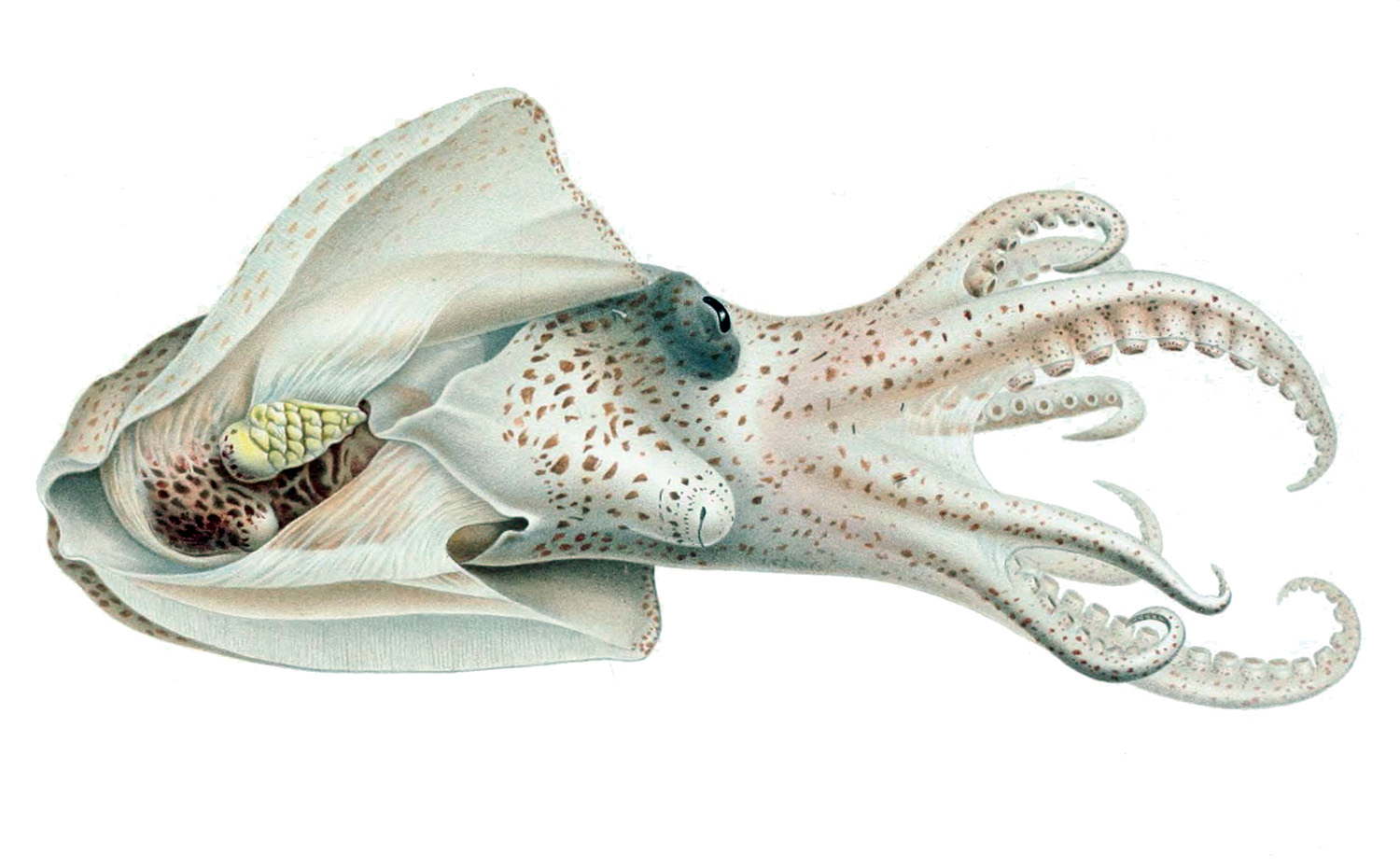
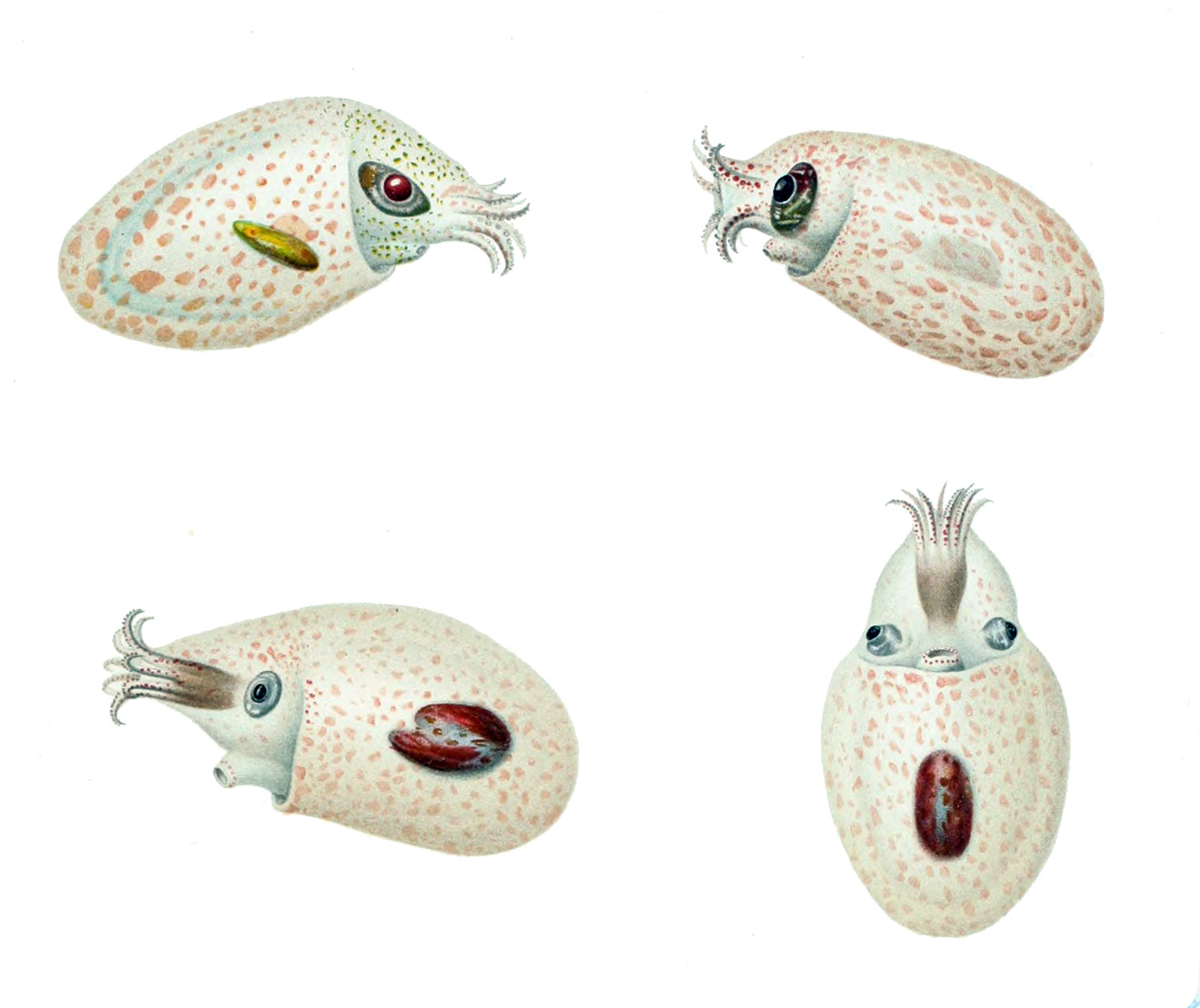
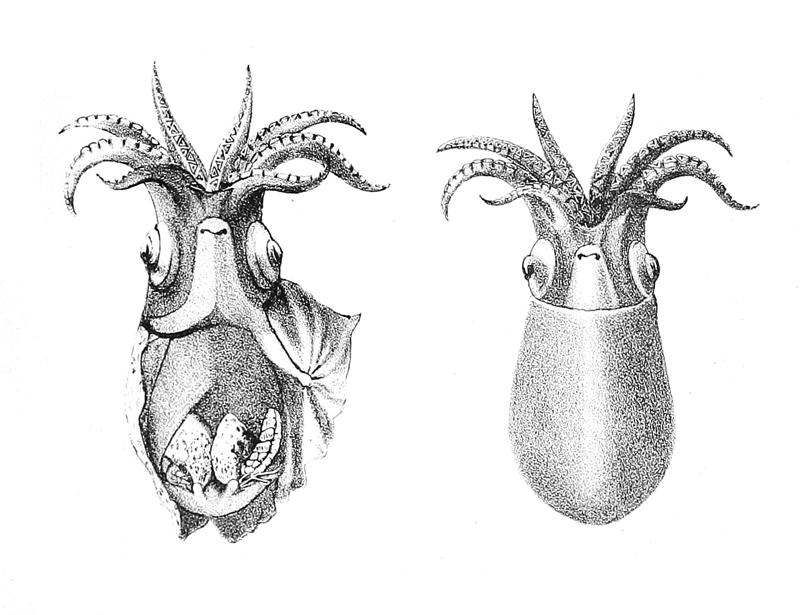
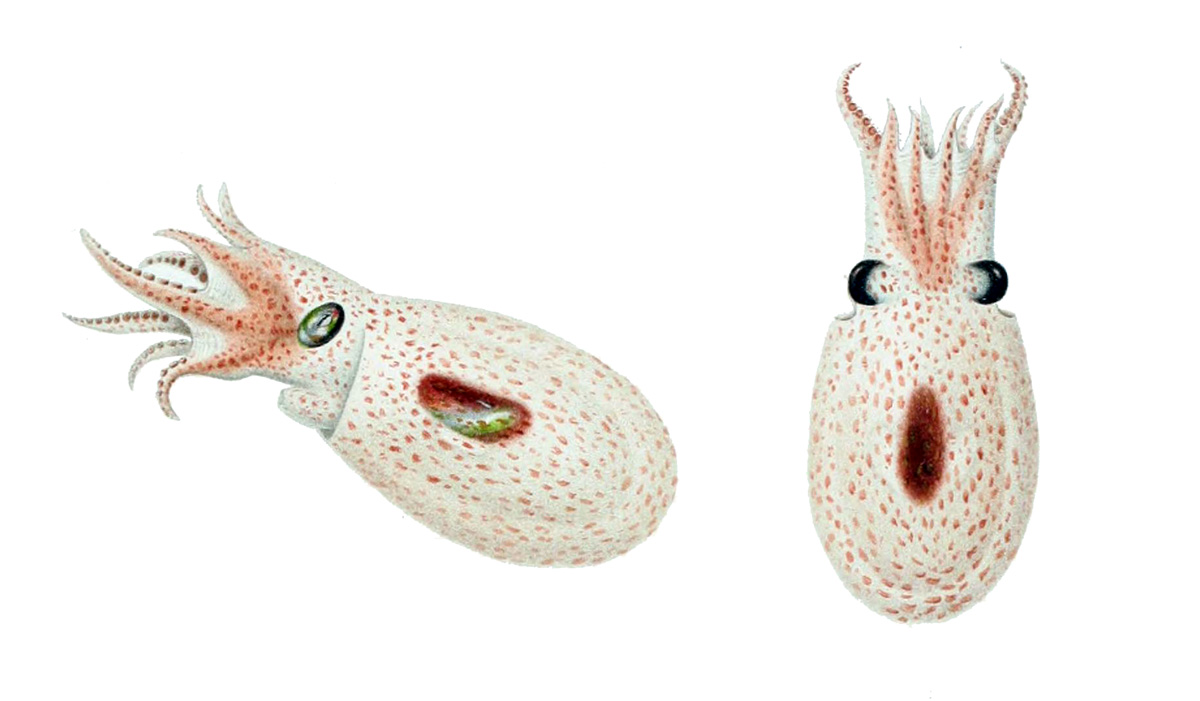